# Wysokyj Chutir
Wysokyj Chutir (ukr. Високий Хутір) – przystanek kolejowy w pobliżu miejscowości Wysoke, w rejonie kowelskim, w obwodzie wołyńskim, na Ukrainie.